# The Simpsons (sæson 14)
Den fjortende sæson af tv-serien The Simpsons blev første gang sendt i 2002 og 2003.

## Afsnit

### Treehouse of Horror XIII
Tekst mangler, hjælp os med at skrive teksten